# Килимова акула японська
Килимова акула японська (Orectolobus japonicus) — акула з роду Килимова акула родини Килимові акули. Інша назва «японський воббенгонг».

## Опис
Загальна довжина досягає 1,07 м. Голова широка, сплощена, з тупим рилом. Широкий поперечний рот облямований губними складками і борозенкою, що з'єднується з ніздрями, які сидять майже на самому кінці рила. М'ясисті вусики ніздрів дуже довгі, удвічі більше маленьких очей. Носові вусики дуже чутливі і дають змогу виявити здобич у піску. З боків рота з кожної сторони голови звисає по 4—5 шкірних виростів, по два двох-тридольчатих виростів присутні з боків голови. Відсутня мигальна перетинка. Має гладке, сплощене зверху вниз тіло, короткий, стислий з боків хвіст. Спинні та анальний плавці знаходяться ближчі до хвоста. Грудні плавці більші за спинні. Весь вигляд видає в ній малорухливу повільну рибу.
Забарвлення тіла утворює хитромудрі візерунки від коричневих до білих ліній, візерунків і плям на тілі, плавниках і голові цих риб. Світло-коричнева спина вкрита великими світлими плямами, темнішими в середній частині, красивим малюнком з плям і смуг і 5—6 м'ясистими виростами під очима. Серед них, уздовж спини і на голові, є кілька темніших смуг у формі сідла. Цей камуфляж дозволяє непомітно наблизитися до здобичі.

## Спосіб життя
Полюбляє кам'янисті ділянки дна з чагарниками водоростей поблизу берегів між скель, коралові рифи. Зустрічається на глибині до 200 м. Зачаївшись у водоростях, підстерігає свою здобич. Більш активна вночі, іноді здійснює прибережні міграції, пов'язані зі спарюванням і розмноженням. Живиться ящероголовими, морським окунем, барабулькою, рибою-папугою, морським півнем, скатами, головоногими молюсками і креветками.
Це яйцеживородна акула. Самиця народжує 20—27 акуленят розміром 21—23 см.
Не являє небезпеки для людини, проте здатний вкусити при провокуючій поведінці. Є об'єктом промислу в Японії.

## Розповсюдження
Мешкає у південно-східній частині Японського моря, в Жовтому, Східно-Китайському і Південнокитайському морях, у районі Японії, Тайваню і Філіппін. Вкрай рідко попадається в затоці Петра Великого (Росія).